# Doraja Eberle

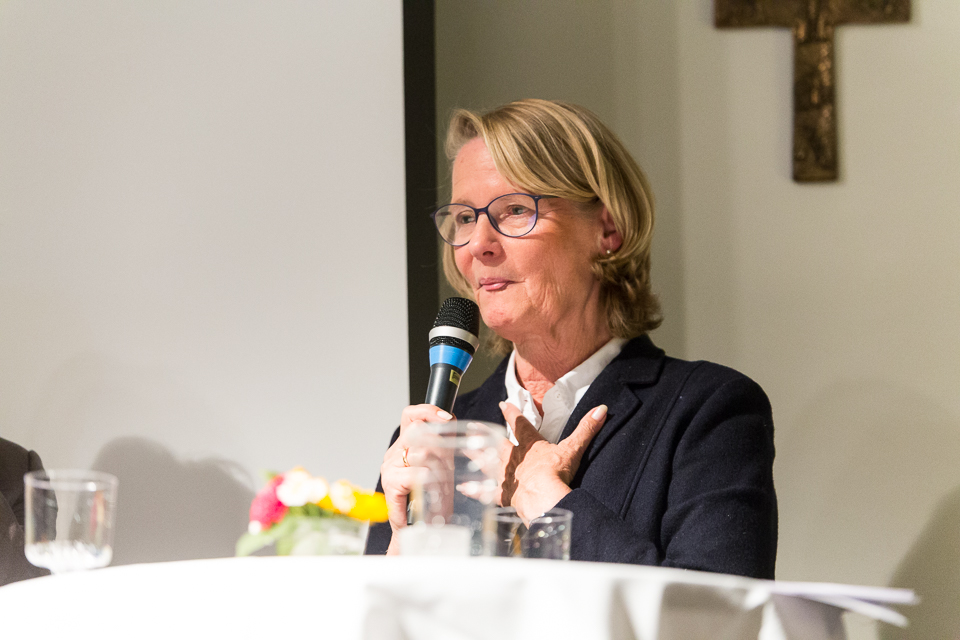
Doraj Eberle (2018)

Doraja Eberle (* 2. August 1954 in Salzburg) ist eine frühere österreichische Politikerin (ÖVP) und Gründerin der humanitären Hilfsorganisation Bauern helfen Bauern. Von 2004 bis 2010 gehörte sie der Salzburger Landesregierung an.

## Leben
Doraja Eberle ist das dritte von zehn Kindern des früheren Salzburger Landesrates Friedrich Mayr-Melnhof. Sie besuchte die Sozialakademie in Wien, die sie 1976 abschloss. Während dieser Zeit war sie zur Ausbildung in Deutschland und in der Schweiz sowie in Chile und Brasilien. Im Jahr 1980 heiratete sie den Steuerberater Alexander Eberle.

### Politische Laufbahn
Von 1983 bis 1989 war Eberle Gemeindevertreterin in Grödig sowie von 1995 bis 1999 Ortsleiterin der ÖVP-Frauenbewegung Grödig.
Nach der Landtagswahl in Salzburg 2004 wurde sie Landesrätin in der Landesregierung Burgstaller I (Zuständigkeitsbereiche: Familie, Kinderbetreuung, Jugend, Erwachsenenbildung, Volkskultur, Musikum, Erhaltung des kulturellen Erbes, Gemeindeentwicklung, Nationalpark). 2007 initiierte sie die Schaffung eines Liesl-Geisler-Preises der Menschlichkeit durch das Land Salzburg. Benannt sollte der Preis nach Liesl Geisler werden, die als Wirtin des Krimmler Tauernhauses in der Nachkriegszeit mehr als 5000 osteuropäischen Juden bei ihrer Flucht über Italien nach Palästina half. Aus einer späteren Anfragebeantwortung Eberles im Landtag ging hervor, dass die Vorbereitungen für eine „Salzburger Menschlichkeitsauszeichnung“ Ende 2010 abgeschlossen sein sollten. Bislang ist nicht bekannt, ob dieser Preis tatsächlich realisiert wird. Nach der Landtagswahl in Salzburg 2009 verblieb sie vorerst in der Landesregierung Burgstaller II.
Im Oktober 2010 erklärte sie aus persönlichen Gründen ihren Rücktritt.

### Humanitäres Engagement –Bauern helfen Bauern
Unter dem Eindruck der Fernsehbilder aus dem Bosnienkrieg zu Beginn der 1990er-Jahre fuhr sie selbst in das Kriegsgebiet, um sich ein Bild von der Lage zu machen. Sie beschloss zu helfen und gründete in der Folge gemeinsam mit ihrem Ehemann 1992 den Verein Bauern helfen Bauern – Salzburg. In der Fernsehshow Wetten, dass..? sah sie, wie 100 Männer in 100 Stunden 100 Häuser aufbauten. Sie nahm Kontakt mit den Wettkandidaten auf und ließ sich von Hans Fritz, der seinerseits in Bayern den Verein Bauern helfen Bauern zur Unterstützung kroatischer Kriegsopfer gegründet hatte, zeigen, wie diese Blockhäuser errichtet werden. Erste Häuser baute der Verein, der von Anfang an ausschließlich durch private Spenden finanziert wurde und keine öffentlichen Subventionen annahm, für Flüchtlinge in Sisak nahe der damaligen Frontlinie. Bei Errichtungskosten von rund 4000 Euro pro Stück errichtete der Verein seither in 28 Dörfern rund 1000 solche Häuser.
Weitere Schwerpunkte der Vereinsarbeit neben dem Hausbau waren von Anfang an Sach- und Lebensmittelhilfen. Ein wesentlicher Kern der Tätigkeit ist die Unterstützung von Flüchtlingen bei der Rückkehr in ihre Heimat. Von 1993 bis 1995 wurden „Patenpakete“ für nach Slowenien geflohene Kroaten aus dem Kosovo in das Krisengebiet gebracht, von 1996 bis 1997 Sachhilfe für Flüchtlinge in der ehemaligen Krajina und für Schulen, Ärzte und Tierärzte (vor allem Medikamente), seither wird auch die Nervenklinik Jakes in Bosnien betreut, wo rund 400 psychisch Kranke und das medizinische Personal mit Medikamenten und Lebensmitteln versorgt werden, und 1997/1998 Hilfe für etwa 8000 Menschen in Odžak. Seit 1999 besteht ein Hilfsprojekt in Banja Luka, wo ebenfalls Häuser errichtet und Geflohene bei der Rückkehr unterstützt werden. Lebensmitteltransporte organisierte der Verein unter anderem nach Albanien, wo er auch das Flüchtlingslager „Dorf des Friedens 1“ finanziell unterstützte, nach Sarajewo und für die Caritas in Zagreb.
Seit 2000 hilft der Verein beim Wiederaufbau, der Wiederansiedlung zuvor Geflohener und der Wiederbelebung zerstörter ländlicher Gemeinden bei Srebrenica und in ganz Bosnien und Herzegowina, unabhängig von der ethnischen Zugehörigkeit der Menschen. Neben dem Aufbau von Siedlungen wird dabei auch die Infrastruktur wiedererrichtet, wozu Straßenbau, medizinische Versorgung, die Einrichtung von Schulen und auch die Minenräumung zählen, und werden Projekte zur Selbsthilfe gefördert (landwirtschaftliche Produktion, Kleingewerbe mit teilweiser Vermarktung im Ausland, Vergabe von möglichst vielen Handwerksaufträgen vor Ort).
Seit 2011 gehört Eberle auch dem Vorstand der Erste Stiftung an. Im Dezember 2012 wurde sie zur Vorstandsvorsitzenden ernannt.

## Ehrungen und Auszeichnungen (Auszug)
Eberle bzw. Bauern helfen Bauern erhielten unter anderem folgende Ehrungen:
- 1996: Goldenes Verdienstzeichen des Landes Salzburg
- 2005: Europäische Friedensrose Waldhausen
- 2006: Mitteleuropa-Preis des IDM – Institut für den Donauraum und Mitteleuropa
- 2006: Kiwanis Ehrenpreis
- 2008: Kardinal-Opilio-Rossi-Medaille
- 2011: Ehrenzeichen des Landes Salzburg[8]